# Sphodromantis viridis
Espèce
Sphodromantis viridis est une espèce d'insectes de la famille des Mantidae que l'on retrouve souvent comme animal de compagnie,,. Son nom commun inclut plusieurs espèces de mantes rencontrées en Afrique,.

## Nom
Sphodromantis viridis est appelée communément mante africaine, mais ce nom générique est partagé non seulement par d'autres espèces de son genre (par exemple Sphodromantis belachowski, Sphodromantis centralis, Sphodromantis gastrica, Sphodromantis lineola, etc.), mais aussi par Miomantis caffra et d'autres encore,,.

## Habitat
S. viridis est originaire de l'Ouest-Africain, au sud du désert du Sahara. Mais on la trouve aussi en tant qu'espèce introduite dans des zones étrangères à son habitat originel, comme Israël , l'Espagne et le Portugal, et plus récemment en Grèce et dans le sud de la Croatie à Dubrovnik.

## Description
En dépit de son nom scientifique S.viridis (viridis signifie vert en latin), cet insecte a une couleur allant du vert vif au brun assez terne. Les femelles peuvent atteindre 10 cm de long. À cause du dimorphisme sexuel typique des mantes, le mâle est bien plus petit. Les femelles peuvent aussi être distinguées des mâles car elles ont un abdomen compartimenté en six segments à comparer à celui des mâles compartimenté en huit segments.
Les adultes ont, quel que soit le sexe, un point blanc caractéristique sur leurs ailes. La face interne de leurs pattes antérieures a une couleur jaunâtre se démarquant des ocelles et points noirs des mantes religieuses européennes avec lesquelles elles partagent une partie de leur habitat.

## Reproduction
Comme la plupart des espèces de mantes, les mâles S. viridis sont fréquemment victimes de cannibalisme sexuel. Les femelles produisent une oothèque quelques jours après l'accouplement et peuvent en produire plusieurs avant la fin de leur cycle de vie. Chaque oothèque produit plus de trois cents nymphes lors de l'éclosion,. On a aussi observé une reproduction de cette espèce par parthénogenèse.

## Élevage
Grâce à sa taille et à sa résistance, S. viridis est appréciée des amateurs de NAC,. S. viridis « est une espèce facile à élever, très appropriée pour les débutants... Elles prendront facilement de la nourriture adaptée à leur taille et attraperont de petits morceaux de viande si celle-ci est présentée à l'aide de brucelles. » Elles sont aussi plus tolérantes aux changements d'humidité et de température que d'autres espèces.
Un autre éleveur de mantes admet que S. viridis :
«  est une espèce séduisante dû à son agressivité. Tous ceux intéressés par l'observation de  la façon dont les mantes religieuses chassent leurs proies et les dévorent méthodiquement ont trouvé leur espèce !... Elles ne sont pas aussi épaisses que les Sphodromantis lineola, mais cependant elles sont agressives. Les mantes de cette espèce sont faciles à élever, nourrissez-les avec beaucoup de cafards, de criquets et des insectes volants, c'est une nourriture qu'elle accepteront facilement. L'accouplement de cette espèce n'est pas compliqué, les mâles initieront la danse et les femelles seront plus réceptives si elles ont bien mangé. Une température bien chaude, autour de 32 °C, améliore les chances d'accouplement. »

## Galerie

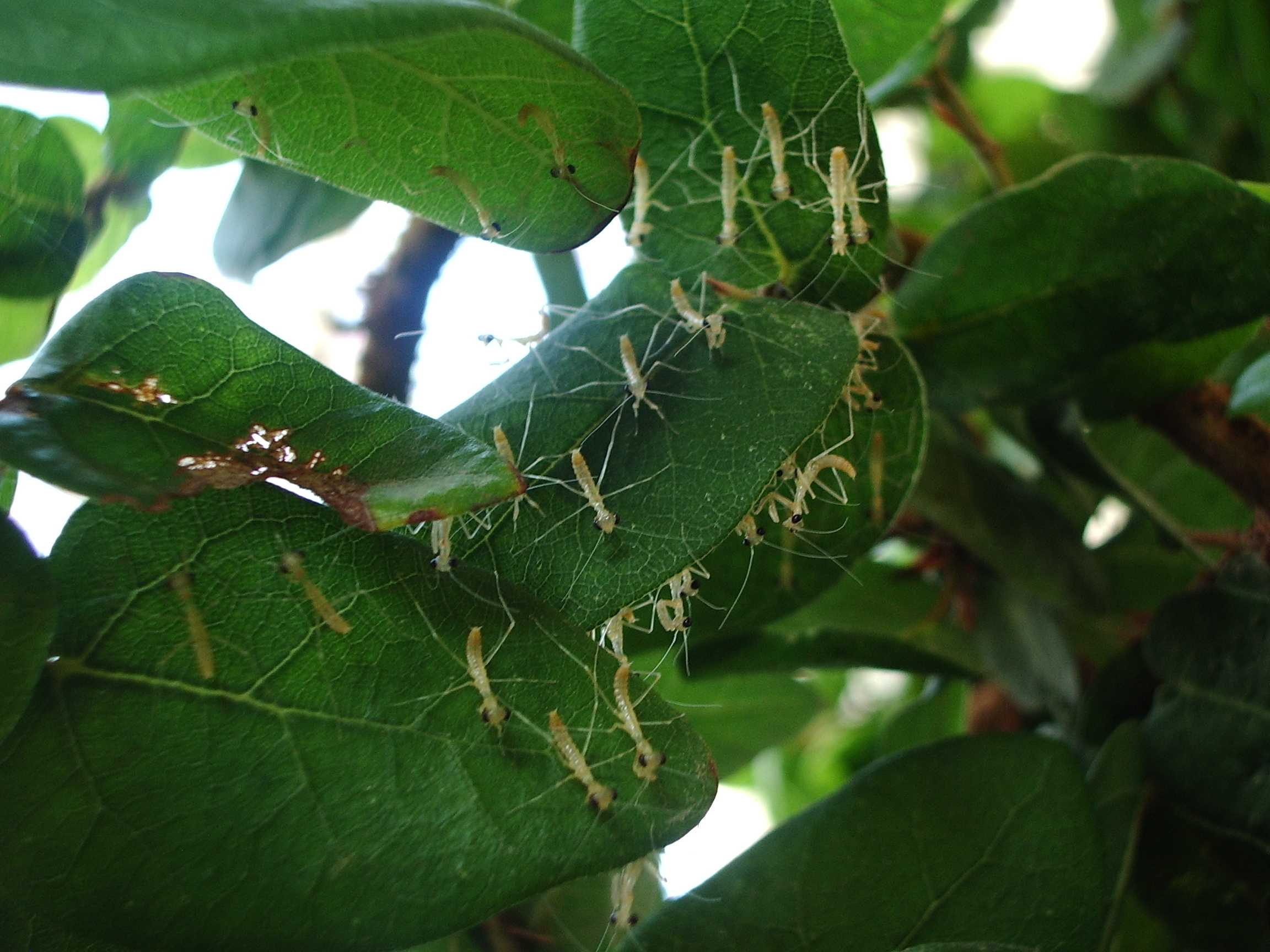
Sphodromantis viridis nymphes, chacune de 4 mm, à peine écloses de leur oothèque
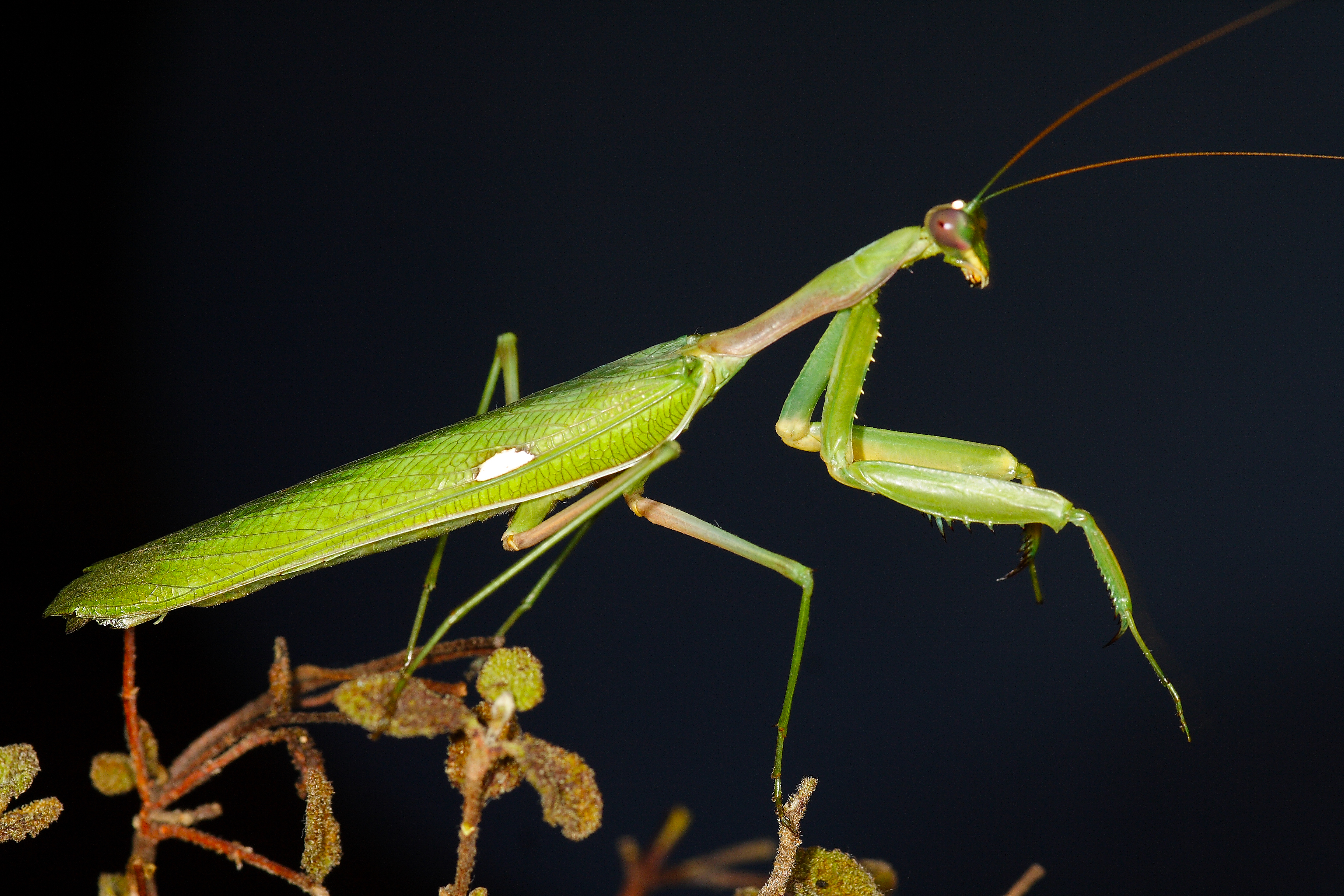
Mâle S. viridis adulte photographiée au Portugal
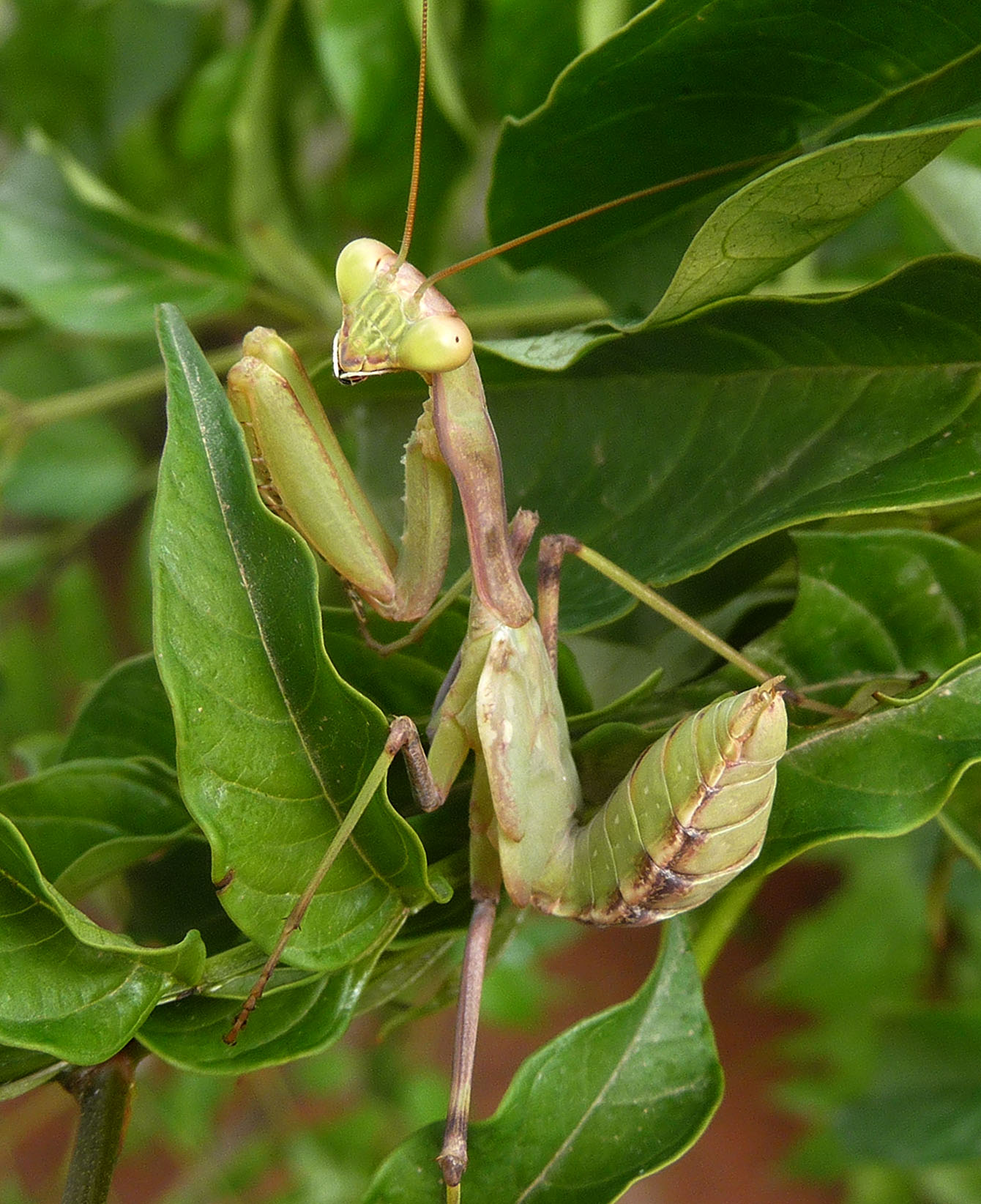
Mâle subadulte sur le point de muer